# Premier Soccer League 2011-12
La PSL 2011/12 fue la 16.ª edición de la Premier Soccer League, la máxima categoría del fútbol en Sudáfrica. La temporada se jugó desde agosto de 2011 a mayo de 2012. El club Orlando Pirates de Johannesburgo defendió con éxito el título logrado la temporada pasada y se coronó campeón de liga por cuarta vez en su historia.

## Equipos participantes
Los equipos Mpumalanga Black Aces y Vasco da Gama descendidos a Primera División la temporada pasada, fueron reemplazados por los dos clubes ascendidos el Jomo Cosmos y el Black Leopards.
| Pos  | Descendidos de Premier Soccer League |
| ---- | ------------------------------------ |
| 15.º | Vasco da Gama (Ciudad del Cabo)      |
| 16.º | Mpumalanga Black Aces                |

| Pos | Ascendidos de la Primera División |
| --- | --------------------------------- |
| 1.º | Jomo Cosmos                       |
| 2.º | Black Leopards FC                 |

### Información de los equipos
| Club                | Ciudad           | Estadio                      | Aforo  |
| ------------------- | ---------------- | ---------------------------- | ------ |
| Ajax Cape Town      | Ciudad del Cabo  | Cape Town Stadium            | 64.000 |
| AmaZulu             | Durban           | Moses Mabhida Stadium        | 69.957 |
| Bidvest Wits        | Johannesburgo    | Bidvest Stadium              | 5.000  |
| Black Leopards      | Polokwane        | Peter Mokaba Stadium         | 45.000 |
| Bloemfontein Celtic | Bloemfontein     | Seisa Ramabodu Stadium       | 20.000 |
| Free State Stars    | Bethlehem        | Goble Park                   | 20.000 |
| Golden Arrows       | Durban           | Chatsworth Stadium           | 22.000 |
| Jomo Cosmos         | Johannesburgo    | Sinaba Stadium               | 15.000 |
| Kaizer Chiefs       | Johannesburgo    | FNB Stadium                  | 94.700 |
| Mamelodi Sundowns   | Pretoria         | Loftus Versfeld Stadium      | 51.762 |
| Maritzburg United   | Pietermaritzburg | Harry Gwala Stadium          | 12.000 |
| Moroka Swallows     | Johannesburgo    | Dobsonville Stadium          | 24.000 |
| Orlando Pirates     | Johannesburgo    | Orlando Stadium              | 40.000 |
| Platinum Stars      | Phokeng          | Royal Bafokeng Stadium       | 42.000 |
| Santos Cape Town    | Ciudad del Cabo  | Athlone Stadium              | 30.000 |
| SuperSport United   | Pretoria         | Atteridgeville Super Stadium | 29.000 |

## Clasificación
| Pos | Equipo              | PJ | PG | PE | PP | GF | GC | GA  | Pts |
| --- | ------------------- | -- | -- | -- | -- | -- | -- | --- | --- |
| 1.  | Orlando Pirates     | 30 | 17 | 7  | 6  | 40 | 26 | +14 | 58  |
| 2.  | Moroka Swallows     | 30 | 15 | 11 | 4  | 48 | 34 | +14 | 56  |
| 3.  | SuperSport United   | 30 | 15 | 9  | 6  | 39 | 23 | +16 | 54  |
| 4.  | Mamelodi Sundowns   | 30 | 14 | 10 | 6  | 44 | 23 | +21 | 52  |
| 5.  | Kaizer Chiefs       | 30 | 14 | 8  | 8  | 35 | 23 | +12 | 50  |
| 6.  | Free State Stars    | 30 | 14 | 6  | 10 | 38 | 31 | +7  | 48  |
| 7.  | AmaZulu             | 30 | 10 | 11 | 9  | 32 | 24 | +8  | 41  |
| 8.  | Bloemfontein Celtic | 30 | 11 | 8  | 11 | 36 | 33 | +3  | 41  |
| 9.  | Ajax Cape Town      | 30 | 11 | 7  | 12 | 42 | 49 | –7  | 40  |
| 10. | Platinum Stars      | 30 | 10 | 6  | 14 | 37 | 39 | –2  | 36  |
| 11. | Maritzburg United   | 30 | 7  | 13 | 10 | 26 | 38 | −12 | 34  |
| 12. | Bidvest Wits        | 30 | 7  | 12 | 11 | 31 | 38 | –7  | 33  |
| 13. | Golden Arrows       | 30 | 9  | 5  | 16 | 40 | 49 | −9  | 32  |
| 14. | Black Leopards (A)  | 30 | 7  | 8  | 15 | 36 | 58 | −22 | 29  |
| 15. | Santos Cape Town    | 30 | 7  | 6  | 17 | 34 | 48 | −14 | 27  |
| 16. | Jomo Cosmos (A)     | 30 | 2  | 13 | 15 | 24 | 46 | −22 | 19  |

(A) : Ascendido la temporada anterior.
|  | Campeón, clasificado a la Liga de Campeones de la CAF 2013. |
|  | clasificado a la Liga de Campeones de la CAF 2013.          |
|  | clasificado a la Copa Confederación de la CAF 2013.         |
|  | Juega la serie de promoción.                                |
|  | Descenso directo a la Primera División.                     |

## Goleadores
- Fuente: Top goalscorers

| N.º | Jugador            | Club                | Goles |
| --- | ------------------ | ------------------- | ----- |
| 1   | Siyabonga Nomvethe | Moroka Swallows     | 20    |
| 2   | Eleazar Rodgers    | Santos Cape Town    | 13    |
| 3   | Edward Manqele     | Free State Stars    | 11    |
| 4   | Lehlohonolo Majoro | Kaizer Chiefs       | 10    |
| 4   | David Mathebula    | Moroka Swallows     | 10    |
| 4   | Benni McCarthy     | Orlando Pirates     | 10    |
| 4   | Katlego Mphela     | Mamelodi Sundowns   | 10    |
| 8   | Luyanda Bacela     | Bloemfontein Celtic | 9     |
| 8   | Nyasha Mushekwi    | Mamelodi Sundowns   | 9     |
| 10  | Khama Billiat      | Ajax Cape Town      | 8     |
| 10  | Thamsanqa Gabuza   | Golden Arrows       | 8     |
| 10  | Kingston Nkhata    | Black Leopards      | 8     |